# Szemán Ákos
Szemán Ákos (1986- ) jogász, Taktaharkány polgármestere.

## Életpályája
1986-ban született. Tanulmányait a taktaharkányi Apáczai Csere János Általános Iskolában kezdte, majd a szerencsi Bocskai István Gimnáziumban érettségizett 2004-ben. Első diplomáját 2008-ban a Miskolci Egyetem Comenius Tanítóképző Főiskolai Karán szerezte tanító szakon (informatika-műveltség területen), Sárospatakon. 2011-ben jogász diplomát szerzett a Miskolci Egyetem Állam- és Jogtudományi Karán. 2023-ban vagyongazdálkodási szakjogász képzettséget szerzett.

### Oktatói pályája
A Miskolci Egyetem Comenius Tanítóképző Főiskolai Karán 2006 és 2007 között a Hallgatói Önkormányzat alelnöke, 2007 és 2010 között elnöke. 2006 és 2010 között az intézmény Kari Tanácsának, 2008 és 2010 között a Miskolci Egyetem Szenátusának a tagja. 2011 és 2013 között óraadó a Miskolci Egyetem Comenius Tanítóképző Főiskolai Karán.

### Politikai pályafutása
2006 és 2010 között önkormányzati képviselő Taktaharkányban , két bizottságban is dolgozott. 2011 és 2012 között polgármesteri referens Szerencs Város Önkormányzatánál. 2013-ban a Magyar Agrárkamara Borsod-Abaúj-Zemplén Megyei Választási Bizottságának elnöke. 2002-ben belépett a Fidelitasba, amelynek 2021-ig volt a tagja. 2005-2008 között a Borsod-Abaúj-Zemplén Megyei Választmány alelnöke, 2008 és 2013 között az elnöke . 2011 és 2013 között a Fidelitas Országos Választmányának az alelnöke . 2003 óta tagja a Fidesz - Magyar Polgári Szövetségnek, 2008-tól a párt Borsod-Abaúj-Zemplén Megyei Választmányának a tagja, a szerencsi csoport alelnöke.
2014-től Taktaharkány polgármestere . 2019-ben  és a legutóbbi választáson, 2024-ben újraválasztották.
2019-től a Borsod-Abaúj-Zemplén Vármegyei Közgyűlés tagja , 2019-2024 között az Önkormányzati, Nemzetiségi és Civil Kapcsolatok Bizottságának elnöke, 2024-től újra a Közgyűlés tagja lett , majd a Jogi és Ügyrendi Bizottság elnökévé választották. Két önkormányzati társulás, a Dél-Zempléni Szociális Önkormányzati Társulás, valamint a Taktaközi Fejlesztési Önkormányzati Társulás elnöke.

### Egyházi pályafutása
Református, 2012 óta a Taktaharkányi Református Egyházközség presbitere, 2021 óta főgondnoka. 2015 óta tagja a Magyarországi Református Egyház Zsinatának. 2021-től a Tiszáninneni Református Egyházkerület presbiteri főjegyzője. 2015-től a Zsinat Jogi Bizottságának tagja, 2021-től az elnöke. 2022-től a Sárospataki Református Hittudományi Egyetem Fenntartói Testületének elnöke.

### Civil szervezetekben betöltött tisztségei
2009 óta tagja a Taktaharkányi Polgárőr Szervezetnek, melynek 2011–2015 között elnöke, ezt követően tiszteletbeli elnöke. 
2012–2013 között a Borsod-Abaúj-Zemplén Megyei Polgárőr Szövetség titkára, 2013–2014 között alelnöke, 2014-től elnökhelyettese. 2024-ben a szervezet elnökévé választották.
2015-től tagja az Országos Polgárőr Szövetség Küldöttgyűlésének, részt vett az Etikai Bizottság, valamint Jelölő és Választási Bizottság munkájában. 2024-től az Országos Polgárőr Szövetség Elnökségének tagja. 
2012 óta a Dél-Zempléni Vidékfejlesztési Szövetség LEADER Helyi Akciócsoport vezetőségének (Elnökség, Küldöttgyűlés) tagja.
2014 óta a Taktaharkányi Sportegyesület elnöke.
2016 óta a Taktaharkányi Horgász Egyesület elnöke.
2020 óta a Borsod-Abaúj-Zemplén Megyei Bűnmegelőzési Bizottság tagja.

## Kitüntetései
2013-ban a Polgárőr Érdemkereszt ezüst, 2016-ben arany fokozatában részesült. 2021-ben Szatmári Gyula Emlékplakett, 2022-ben Kopácsi Sándor Polgárőr Érdemrend kitüntetésben részesült.
2018-ban a belügyminiszter a Köz Szolgálatáért Érdemjel ezüst fokozatában, 2022-ben arany fokozatában részesítette.
Polgármestersége alatt nyerte el Taktaharkány Nagyközség Önkormányzata 2016-ban a Polgárőr Község címet, 2019-ben a Szolgáltató Önkormányzat Díjat és a Magyarországi Falumegújítási Díjat, 2021-ben Idősbarát Önkormányzat Díjat és a Közösségeket Támogató Önkormányzat Díjat.

## Magánélete
Nős, felesége református lelkipásztor, három gyermek édesapja.